# Congegni infernali
Congegni infernali (Infernal Devices) è un romanzo steampunk per ragazzi, scritto da Philip Reeve, nel 2005. È il terzo capitolo della serie del "quartetto delle macchine mortali", preceduto dai romanzi Macchine mortali e L'oro dei predoni pubblicati rispettivamente nel 2001 e nel 2003, sono seguiti poi da Pianura Oscura nel 2006.

## Trama
Anchorage è ferma da anni e i suoi motori sono ricoperti di ruggine. Infatti, la città non solca più le lande di ghiaccio, ma si è fermata sulla costa di quella che una volta era l'America. Tom Natsworthy ed Hester Shaw hanno abbandonato la loro vecchia vita avventurosa e hanno messo radici nella città di Anchorage. Per la prima volta, si sentono felici. Peccato che alla figlia Wren la tranquillità annoi da morire e che abbia voglia di lanciarsi in un'avventura memorabile. Così, quando incontra Gargle, un pirata alla guida di un gruppo di ladri -i Ragazzi Perduti- che le chiede di aiutarlo a rubare il misterioso e pericoloso Libro di latta dalla biblioteca da Anchorage. Lei, esaltata, accetta attratta da un'avventura molto intrigante. Ma il furto non va come previsto e Gargle e la sua banda fuggono portando via con loro Wren. Lasciando a Tom ed Hester un'unica possibilità: lasciare la vita pacifica che si erano creati per trovare la figlia, e metterla in salvo. Una ricerca che porterà sulla loro strada nemici che pensavano di aver lasciato alle spalle e che li costringerà a compiere decisioni radicali.